# Conanci de Palència
Conanci, també anomenat Tonanci, va ser un religiós hispanovisigot, bisbe de Palència entre el 607 i el 639.
És un bisbe ben documentat gràcies a la informació de sant Ildefons. El toledà escriu que va succeir a Murila com a bisbe de Palència sent nomenat pel rei Viteric (603-609) i consagrat per Aurasi, metropolità de Toledo, present a la província des de l'any 603. El seu mandat al capdavant del bisbat va durar més de trenta anys, des del regnat de Viteric fins a Khíntila, es creu que es va iniciar vers el 607, perquè segons Ildefons va ser consagrat a finals del regnat de Viteric. No era bisbe abans d'aquesta data, sinó que és d'ençà aleshores en què la seva presència és destacada pel sant. D'altra banda, va assistir a un sínode el 610, on va signar precedint a sis bisbes de la província cartaginesa, quelcom que confirmaria la seva antiguitat al càrrec.
Va ser un home venerable, versat en les ciències eclesiàstiques, destacat pel seu raonament i la seva forma de ser, desimbolt en el discurs i en la conversa, afable i eloqüent, amb especial atenció del seu ministeri i d'elements musicals, melòdics, noves cantories, a més de l'entonació en l'Ofici Eclesiàstic. Per tant, va ser un home versat i destacat en les ciències eclesiàstiques. D'altra banda, va confeccionar un llibre d'oracions corresponents amb els salms de David. Conanci va assistir al Sínode de Toledo (610), on es va decretar el reconeixement de la capital visigoda com a metropolitana de la Cartaginesa, no va cooperar, de fet, amb els bisbes que no hi estaven d'acord; després va ser present també al IV Concili de Toledo (633), al V Concili de Toledo (636) i el darrer al que va assistir va ser el VI Concili de Toledo (638). En aquests dos va precedir en antiguitat a tots els bisbes sufraganis.
Conanci va morir a la fi del regnat de Khíntila, vers l'any 639. Alguns autors com Pedro Fernández del Pulgar van anomenar-lo amb el nom de «sant», però això només és un títol honorífic, és a dir, que en cap moment va ser canonitzat ni nomenat així pels fidels. Aquest esment procedeix de les Actes de sant Fructuós de Braga, a les quals li donen el títol d'home santíssim. Es diu que sant Fructuós va ser deixeble seu, alumne de les seva escola catedralícia, com afirmen Flórez y García Moreno, mentre que d'altres van afirmar que va ser Conanci de Toledo el seu mestre.